# Carnedd Llewelyn
Il Carnedd Llewelyn (o Llywelyn) è una montagna del Galles nord-occidentale, situata all'interno del parco nazionale di Snowdonia e facente parte della catena montuosa dei Carneddau. Con un'altitudine di 1.064, è, la più alta vetta dei Carneddau e, dopo il Monte Snowdon, la seconda montagna più alta del Galles.

## Origini del nome
Il nome Carnedd Llywelyn significa in lingua gallese "cairn di Llywelyn" e fa con ogni probabilità riferimento ad uno dei principi che portavano questo nome, ovvero Llywelyn il Grande o Llywelyn ap Gruffydd.

## Geografia

### Collocazione
Il Carnedd Llewelyn si trova nella parte settentrionale del parco nazionale di Snowdonia, al confine tra le contee di Gwynedd e Conwy e, più precisamente, a sud-ovest della cittadina di Rowen e a circa metà strada tra le cittadine di Bethesda e Dolgarrog (rispettivamente ad est della prima e ad ovest della seconda). Il monte è situato nella parte centrale della catena montuosa dei Carneddau.